# Leo Matos
Leonardo de Matos Cruz, mais conhecido como Léo Matos (Niterói, 2 de abril de 1986), é um ex-futebolista brasileiro que atuava como lateral-direito. Atualmente é membro da comissão técnica do Vasco da Gama.

## Carreira
Revelado nas categorias de base do Flamengo, Léo Matos já atuou no Olympique de Marseille, da França, e no Dnipro, da Ucrânia. Em 2016 foi contratado pelo PAOK, da Grécia. Em 2020, foi contratado pelo Vasco, onde ficou até 2022.
Em 12 de janeiro de 2023, já com o contrato do Vasco encerrado desde o fim de 2022, o atleta anunciou a sua aposentadoria aos 36 anos.

## Carreira pós-aposentadoria
Após se aposentar dos gramados, Leo foi convidado pelo diretor esportivo Paulo Bracks a trabalhar no Vasco.
Ele teve uma polêmica com Edmundo, na qual em uma live no Youtube, o ídolo cruzmaltino sugeriu ao atleta Nenê se aposentar ou ficar no clube como diretor, assim como Leo Matos. Ainda em suas palavras, desmereceu o ex-atleta dizendo que ele não tinha história nenhuma com o Vasco. Leo o rebateu dizendo que não era exemplo fora de campo.
Para se aperfeiçoar em sua vida profissional, ele continuou estudando. 
Em março de 2024, concluiu na universidade Havard, o curso "Crossover Into Business", que é voltado para atletas profissionais que buscam desenvolver sua visão de negócios. Leo entregou uma camisa do Vasco ao jogador holandês Evra.
Em dezembro de 2024, concluiu curso de gestão esportiva da UEFA

## Títulos
Figueirense
- Campeonato Catarinense: 2008

PAOK
- Copa da Grécia: 2016–17, 2017–18, 2018-19
- Campeonato Grego: 2018-19

Vasco da Gama
- Taça Rio: 2021

Seleção Brasileira Sub-17
- Copa do Mundo Sub-17: 2003